# FT Magazine
FT Magazine is een zaterdagse bijlage bij de Britse krant Financial Times. De bijlage is alleen te verkrijgen in Engeland en Ierland. Veel van de artikelen staan echter ook in de Amerikaanse uitgave van de krant, zoals Lunch with the FT.